# Olympic Gymnastics Arena
La Olympic Gymnastics Arena (올림픽체조경기장?, 奧林匹克體操競技場?, Ollimpik chejo gyeonggijangLR), anche nota come KSPO Dome dal 2018, è un'arena coperta situata nello Stadio Olimpico di Seul, Corea del Sud. Costruita tra il 31 agosto 1984 e il 30 aprile 1986 per ospitare le gare di ginnastica delle Olimpiadi estive del 1988, in seguito ha ospitato altri eventi, tra cui concerti sia per artisti sudcoreani che internazionali.
La cupola autoportante, con rivestimento di tessuto a quattro strati, è la prima del suo genere a essere stata costruita.